# Квазіімпульс
Квазіімпульс — це квантове число властиве для квазічастинок у кристалах. Має багато рис спільних із імпульсом, але є певні відмінності. Так, квазіімпульс обмежений першою зоною Бріллюена.
Квазіімпульс визначається за формулою {\displaystyle \mathbf {p} =\hbar \mathbf {k} }, де {\displaystyle \mathbf {k} } обмежений першою зоною Бріллюена хвильовий вектор.
Доволі часто, зважаючи на очевидний зв'язок між двома величинами, квазіімпульсом називають хвильовий вектор {\displaystyle \mathbf {k} }.
При додаванні квазіімпульсів результат приводиться до першої зони Бріллюена, додаючи чи віднімаючи вектор оберненої ґратки. Завдяки цьому закон збереження квазіімпульсу має цікаву особливість, і в кристалі можливі процеси зі зміною квазіімпульсу на вектор оберненої ґратки. Такі процеси називають процесами перекиду. Цими процесами, зокрема, зумовлена теплопровідність у кристалах.